# Forgácskút
Forgácskút (románul Ticu) falu Romániában Kolozs megyében.

## Nevének említése
1839-ben Forgátskút, Tyík 1850-ben és 1873-ban Forgácskut, Tiku, 1857-ben Forgátskut és 1920-ban Tic.

## Lakossága
1850-ben a 169 fős falunak már nincs magyar lakója, majd 1910-ben 679 főre ugrott a falu lakossága a szénbánya fejlődése miatt. Ekkor már 157 magyar, 25 német és 15 szlovák lakta a falut. 1966-ban 425 főre csökkent lakossága, mert Ferencbánya különvált. Ezután 1 magyar és 2 cigány lakosán kívül mindenki román volt. 1992-ben 100 román lakta a falut. 1850-ben 169 fős a görögkatolikus gyülekezet. 1910-ben már meglehetősen színes a felekezeti összetétel, 99 fő ortodox, 379 fő görögkatolikus, 103 fő római katolikus, 82 fő református, 3 fő evangélikus, 2 fő unitárius és 11 fő izraelita. 1992-re 95 fő ortodox, 1 fő görögkatolikus, 2 fő római katolikus és 2 fő pünkösdista.

## Története
A falu a trianoni békeszerződésig Kolozs vármegye Hídalmási járásához tartozott.
1956-ban a jelentős magyar lakosságú Ferencbánya különvált.